# Obed Nkambadio
Obed Alpha Nkambadio (Paris, 7 de fevereiro de 2003) é um futebolista francês que atua como goleiro. Atualmente joga pelo Paris FC.

## Carreira
Nkambadio é um produto juvenil do AF Épinay, AS Jeunesse Aubervilliers e Entente SSG antes de se mudar para o Paris FC em 2019. Em 29 de junho de 2020, ele assinou um contrato juvenil de 3 anos com o Paris FC e foi promovido ao time B. Em julho de 2021, ele assinou um contrato profissional com o clube até 2024. Em 22 de setembro de 2023, ele estendeu seu contrato com o clube até 2026. Ele fez sua estreia sênior e profissional com o Paris FC em um empate de 2 a 2 com o Annecy em 30 de setembro de 2023.
Nascido na França, Nkambadio é descendente de congoleses. Foi convocado para a seleção francesa sub-17 em 2017. Em outubro de 2023, foi convocado para a seleção francesa sub-21.

## Títulos
França sub-23
- Jogos Olímpicos: 2024 (medalha de prata)[8]